# Górzno
Pour les articles homonymes, voir Górzno (homonymie).
Górzno est une ville de Pologne, située dans le nord du pays, dans la voïvodie de Couïavie-Poméranie. Elle est le siège de la gmina de Górzno, dans le powiat de Brodnica.